# 4 månader, 3 veckor och 2 dagar
4 månader, 3 veckor och 2 dagar (rumänska: 4 luni, 3 săptămâni și 2 zile) är en rumänsk dramafilm från 2007 i regi av Cristian Mungiu, med Anamaria Marinca, Vlad Ivanov och Laura Vasiliu i huvudrollerna. Den utspelar sig i Bukarest år 1987 och handlar om en kvinnlig student som hjälper sin rumskamrat med att utföra en olaglig abort. Filmen bygger på en anekdot Mungiu hört 15 år tidigare från en kvinnlig vän.
Filmen tilldelades Guldpalmen vid filmfestivalen i Cannes 2007. Vid Stockholms filmfestival tilldelades filmen Bronshästen för bästa film, och Marinca utsågs till Bästa skådespelerska. Filmen nominerades till Guldbaggen för bästa utländska film vid Guldbaggegalan 2008.

## Medverkande
- Anamaria Marinca – Otilia
- Vlad Ivanov – herr Bebe, abortör
- Laura Vasiliu – Găbiţă
- Alex Potocean – Adi Radu, Otilias pojkvän
- Adi Carauleanu – herr Radu, Adis pappa
- Luminiţa Gheorghiu – fru Radu, Adis mamma

## Tematik
Enligt regissören Christian Mungiu var det viktigt för honom att inte utgå från något budskap, utan enbart en intressant situation som kan belysa olika saker. Han sade om olika tolkningar av filmen: "För vissa handlar filmen om frihet, och för andra om solidaritet och vänskap och samhällsklass under kommunismen; och givetvis om abort. För mig handlar den om ansvar och beslutsfattande och om att växa upp." Regissören såg också filmen som personligt relevant för många i hans egen generation, då han, född 1968, föddes i den babyboom som Rumäniens abortförbud gav upphov till.